# Шишинин, Александр Владимирович
Александр Владимирович Шишинин (2 января 1963 года — 5 марта 1993 года) — основатель и директор (продюсер) советской и российской музыкальной группы «Комбинация». До начала карьеры продюсера работал в ОБХСС младшим оперуполномоченным, по образованию метеоролог.

## Биография
Александр Шишинин родился 2 января 1963 года в Саратове.
После школы окончил университет по специальности «метеоролог».
В школах милиции были годичные курсы работников ОБХСС, и он во второй половине 1980-х годов окончил эти курсы, но через полгода, поняв, что никаких перспектив в этой структуре нет, Шишинин уволился из ОБХСС.
Работал в клубе Саратовского агрегатного завода.
Накануне «Первого саратовского рок-фестиваля», прошедшего в декабре 1987 года, стал администратором группы «Рок-Ералаш из провинции». Группа не стала лауреатом, получив лишь статус «дипломантов 2-й степени». На городском фестивале их обсмеяли вместе с группой Леонида Ярошевского, в которой выступала его жена Алла Перфилова — будущая певица Валерия.
В 1987 году работал заместителем руководителя концертного отдела в хозрасчётном молодёжном центре при Кировском райкоме комсомола в Саратове, руководителем был Андрей Цепов.
В январе 1988 года Шишинин участвует в организации серии концертов «Рок-Дебют», главными звёздами в которых стали дискотечные «Мираж». В этих концертах также участвуют «Рок-Ералаш из провинции». Вскоре Шишинин решил больше не заниматься делами «Рок-Ералаша» и, впечатлённый успехом «Миража», сделать поп-группу.
У «Миража» это была вторая гастрольная поездка. Провели также гастроли Игоря Саруханова и Юрия Лозы. Юрий Лоза отработал 11 концертов в ДК «Рубин», пел с утра до ночи. С гастролями Лозы помог Бари Алибасов, который работал с группой «Интеграл» в Саратовской филармонии. Алибасов хотел, чтобы Лоза выступал вместе с его группой, сделал ему афиши «Юрий Лоза — рок-звезда», но Юрий не принял его предложение, поэтому Алибасов отдал ему афиши бесплатно.
Концертная деятельность не понравилась местному коммунистическому начальству — журналистке заказали разгромный фельетон и со скандалом их выгнали из молодёжного центра.
Работал в Саратовской филармонии и торговал на улице билетами на стадионные концерты.
Работал администратором в группе «Интеграл». Бари Алибасов посоветовал ему создать поп-коллектив из молодых девушек, жительниц Саратова, по аналогии с группой «Ласковый май».

### «Комбинация»
Журналист Андрей Цепов познакомил Шишинина с композитором Виталием Окороковым и поэтом Юрием Дружковым, которые начали писать песни для новой женской группы.
В 1988 году они вместе с Окороковым начали проводить кастинг среди профессиональных вокалисток Саратовской консерватории и создали группу «Комбинация» с одобрения Сергея Минаева..
В августе «Комбинация» даёт первый концерт в саратовском кафе «Интерклуб», в совместном концерте с саратовскими рок-группами «Ломаный грош» и «Похоронное бюро» и польской «Pająk».
С лета 1988 года группа «Комбинация» вместе с другой саратовской группой «Анжелика» начали выступать по сельским клубам, за концерты платили по 400—500 рублей.
7 ноября 1988 года группа «Комбинация» приехала в Москву, где сразу же завоевала популярность. Тем не менее, больших денег Шишинин поначалу не имел — для того, чтобы снять клип группы, ему пришлось продать свой автомобиль ВАЗ-2102.
Вместе с тем, в последние годы жизни Шишинина начали происходить тревожные вещи — ему звонили домой с угрозами, в группе менялся состав, возникали конфликты. Так, за несколько месяцев до своей гибели Шишинин расторг контракт с шоу-биржей «ЛИС'С», руководство которой претендовало на юридические права на название группы «Комбинация».

## Убийство и расследование
В пятницу, 5 марта 1993 года Шишинин развёз по домам участниц группы и поехал к себе домой, на улицу Металлургов. Около 20:00 он вошёл в подъезд. На площадке перед подъёмом на второй этаж Шишинин встретился с мужчиной-убийцей, который ударил его заточкой сбоку в живот и скрылся. По мнению врачей, удар был нанесён профессионально.
Шишинин издал громкий крик, который услышали соседи, среди которых находящиеся в квартире выше его друг Вырыпаев и солистка группы Светлана Кашина, снимавшая соседнюю квартиру вместе с мужем, которая и обнаружила смертельно раненного Александра, также на месте преступления была гитаристка Елена Молчанова, которая снимала квартиру вместе с Шишининым, напротив жила её сестра Светлана Молчанова.
Шишинина должны были охранять два ветерана войны в Афганистане, нанятые его отцом, находившиеся в этот момент в квартире.
Согласно опросам соседи Шишинина видели подозрительного мужчину в подъезде в этот день. 6 марта, на следующий день после убийства, они вновь видели его что-то ищущим в снегу около подъезда. По их уверениям, он нашёл какой-то металлический предмет и ушёл, забрав его с собой.
Расследование убийства вскоре вышло на подозреваемого — директора шоу-биржи «ЛИС’С» Сергея Лисовского, чья фамилия ранее фигурировала в ещё одном громком убийстве — певца Игоря Талькова, однако доказать какую-либо его причастность не удалось. Есть предположение, что Шишинин был убит из-за деятельности метеоролога или оперуполномоченного, которой занимался до начала карьеры в шоу-бизнесе. Также выдвигалась версия убийства Шишинина соседом из-за карточного долга, но и она не нашла своего подтверждения. Убийство не раскрыто до сих пор.
Существует и другая версия: человек, которого видели у подъезда дома, в котором произошло убийство Шишинина, был очень визуально похож на поэта Юрия Дружкова, который хотел забрать деньги, которые ему официально полагались, но следствие эту версию не рассматривало. В пользу версии о Дружкове говорит тот факт, что в интервью программе «МузОбоз» от 1993 года он перечислял песни, которые написал сам: «Вишнёвая девятка», «Любовь уходит не спеша», «Америкэн бой» и др.

## Личная жизнь
- Вдова — Наталья Шишинина, вышла замуж в 1985 году, с 1987 года вместе не жили[18], но официально не развелись, позже её мужем стал выпускник Саратовской консерватории Юрий Анатольевич Кравец (род. 6 апреля 1961), возглавлял Саратовский театр драмы, был заместителем министра культуры Саратовской области, возглавил театральную школу Олега Табакова, исполнял обязанности директора МХАТ имени Чехова.
  - Ее дочь Ульяна Юрьевна Кравец (род. 8 января 1998) стала актрисой, снялась в сериале «Комбинация» в роли своей матери Натальи.[3][19][20]
- Дочь — Виктория Александровна Олейникова (дев. Шишинина) (род. 1986) — предприниматель[21], владелица саратовского турагентства «Алви-Тур» с 2015 года,[3][6][22][23] была вместе с матерью консультантом сериала «Комбинация», что не понравилось Виталию Окорокову, так как Виктории было всего 2 года, когда появилась группа «Комбинация», и отца она видела 3 раза в году[18][24].
- Сожительница — Анжела Бродова (1974—1994), клавишница группы «Комбинация» (1990—1992), была ограблена из-за норковой шубы и изнасилована в Норильске в ноябре 1994 года, умерла от переохлаждения, так как была под действием клофелина в неотапливаемом помещении, уголовное дело было возбуждено по факту убийства[9][25][26][27].
- Сожительница[28] — Елена Молчанова (род. 1970) — гитаристка «Комбинации», была участницей группы «Маркиза» вместе с сестрой Светланой[8].

## Автор текстов песен
По словам бывшего пресс-аташе группы Андрея Цепова, поэта Юрия Дружкова и композитора Виталия Окорокова , Александр Шишинин стихи не писал, но права на их тексты оформил на себя. Андрей Цепов, Виталий Окороков и Алёна Апина утверждали, что тексты песен написали коллективно. А Дружков утверждал, что тексты песен написал он сам. В 2024 году Виталий Окороков уже утверждал, что он сам написал тексты некоторых популярных песен, но права на них оформил на друга
В Российском авторском обществе (РАО) зарегистрированы на Шишинина следующие песни:
- Russian Girls
- American Boy
- Андрюша
- Баба Яга
- Белый белый вечер
- Вдвоём с тобой
- Вспоминая Анжелику
- Два кусочка колбаски
- До свидания
- Знаки зодиака
- Знаю что не любишь
- Когда ты рядом
- Комбинация
- Красное платье
- Люди Земли
- Мальчик мой я люблю металл
- Мальчик мой я не люблю металл
- Модница
- Московская прописка
- Не верю я словам
- Не грусти
- Не забывай
- Не звони
- Не обещай
- Нет не верю я в слова
- Пойдём со мной
- Последний луч
- Прописка
- Прощай
- С тобой
- Ты больше не звони
- Ты мой последний луч
- Я уеду в Африку
- Уеду в Москву
- Хей мама
- Ход конём
- Я хочу в Москву
- Я не хочу верить
- Я тебе не верю